# Coeliopsis
Coeliopsis é um género botânico pertencente à família das orquídeas (Orchidaceae).

## Espécie
1. Coeliopsis hyacinthosma Rchb.f. (1872)